# Maja e Ksula e Priftit
Maja e Ksula e Priftit (serbiska: Mali Ksulje e Priftit, Šerupa, albanska: Sherupë) är ett berg i Kosovo, på gränsen till Albanien. Det ligger i den södra delen av landet, 100 km sydväst om huvudstaden Priština. Toppen på Maja e Ksula e Priftit är 2 092 meter över havet, eller 214 meter över den omgivande terrängen. Bredden vid basen är 2,1 km.
Terrängen runt Maja e Ksula e Priftit är huvudsakligen kuperad, men söderut är den bergig. Runt Maja e Ksula e Priftit är det ganska tätbefolkat, med 80 invånare per kvadratkilometer. Närmaste större samhälle är Dragash, 17,2 km norr om Maja e Ksula e Priftit. Trakten runt Maja e Ksula e Priftit består till största delen av jordbruksmark.